# Prologue (Il fantasma dell'Opera)
Prologue è la canzone iniziale (recitativo) del musical The Phantom of the Opera.
Teatro dell'Opéra di Parigi, 1911. Ad un'asta di vecchi oggetti scenici del teatro ormai in disuso, l'anziano visconte Raoul de Chagny acquista un carillon raffigurante una scimmietta in abito persiano che suona dei cembali. Subito dopo viene messo all'asta un lampadario d'epoca in frantumi, restaurato e modificato per l'illuminazione elettrica. Il banditore d'asta chiede se qualcuno rammenta la strana vicenda del Fantasma dell'Opera e ipotizza di riuscire a spaventare il misterioso fantasma grazie alla moderna illuminazione.